# Шумило Сергій Вікторович
Сергій Вікторович Шумило (народився 8 червня 1976 у Чернігові) — український історик і релігієзнавець, культурний і громадський діяч, журналіст, кандидат історичних наук (доктор філософії), доктор теології (ThDr), заслужений працівник культури України, Почесний краєзнавець України, депутат Чернігівської міської ради (2002—2006), директор Міжнародного інституту афонської спадщини, запрошений науковий співробітник кафедри історії, класики, релігії та теології Ексетерського університету (University of Exeter) у Великій Британії, науковий співробітник Інституту історії України НАН України, доцент кафедри культурології Національної академії керівних кадрів культури і мистецтв. Співголова наукового комітету з історії церкви при International Orthodox Theological Association (ІОТА) в США, заступник голови ГО «Чернігівська спілка учасників боротьби за незалежність України у ХХ столітті» та заступник голови Чернігівської філії Ветеранського об'єднання Українська Гельсінська Спілка.
Досліджує українську духовно-культурну спадщину, є головним редактором наукового альманаху «Афонська спадщина», членом редколегій наукового журналу «Краєзнавство» та науково-популярного журналу «Пам'ятки України: історія та культура», членом редакційної ради всеукраїнського наукового часопису «Сіверянський літопис» та редколегії науково-популярного журналу «Визвольна боротьба». Автор десяти книг і більше 100 наукових публікацій з історії Афону, православного підпілля в СРСР, історії православ'я в період Гетьманщини, ранньої історії православ'я в Київській Русі, а також численних публікацій в ЗМІ з питань історії, релігії, культури, політики.

## Життєпис
З 1994 по 1997 працював журналістом у суспільно-політичних газетах рос. «Черниговский Полдень» та «Чернігівський діловий кур'єр», редактором відділу журналу «Віра і життя», начальником відділу реклами ТОВ «Сіверське підприємство».
В 1997 закінчив Чернігівський юридичний коледж, нині Чернігівський державний інститут права, соціальних технологій та праці.
З 1998 по 2000 — співзасновник і генеральний директор ТОВ «Компанія „Чернігів–Інформ“» (рекламно-видавнича діяльність, видання газет «Теледень» і «Славутич»).
В 1999 закінчив Чернігівський державний інститут економіки і управління, нині Інститут економіки Національного університету «Чернігівська політехніка».
З 2001 по 2002 — у Державній податковій адміністрації в Чернігівській області та Державній податковій адміністрації у м. Києві, був координатором PR-проєктів та головним редактором обласної газети «Чернігівські податкові новини».
З 2002 по 2013 — начальник пресцентру Асоціації українських банків (АУБ) та співголова Клубу банківських PR-спеціалістів при АУБ.
З 2014 по 2015 рік — представник Гуверівського інституту Стенфордського університету (США) в Україні..
У 2020—2021 — працював у Апараті Верховної Ради України.
В 2021 в Національній академії керівних кадрів культури і мистецтв захистив науковий ступінь кандидата історичних наук. Тема дисертації «Розвиток українсько-афонських духовно-культурних зв'язків у XVII — першій третині ХІХ ст.».
В докторантурі теологічного факультету Пряшівського університету (Пряшів, Словаччина) захистив науковий ступінь доктора теології (ThDr). Проходив навчання на курсах з музеєзнавства при Гарвардському університеті (США).
З 2021 — науковий співробітник Інституту історії України НАН України), доцент кафедри культурології Національної академії керівних кадрів культури і мистецтв при Міністерстві культури України.
Стипендіат науково-дослідного центру Dumbarton Oaks при Гарвардському університеті (2022) та British Academy (2023).
У 2022 р. працював запрошеним науковим дослідником в Мюнстерському університеті в Німеччині (Westfälische Wilhelms-Universität Münster) та Практичній школі вищих досліджень у Парижі при Міністерстві вищої освіти та наукових досліджень Франції (École Pratique des Hautes Études l PSL, EPHE, Paris, France).
З осені 2022 працює запрошеним науковим дослідником кафедри історії, класики, релігії та теології Ексетерського університету у Великій Британії. З січня 2023 призначений керівником філії Інституту українознавства МОН у Ексетері.
Рішенням Вченої ради Інституту проблем штучного інтелекту МОН та НАН України від 27.04.2023 (Протокол № 4/1) присвоєно звання почесного професора інституту.

## Громадсько-політична діяльність
У 1989—1991 роки був одним з ініціаторів створення і членом альтернативної комсомолу Чернігівської крайової організації Спілки незалежної української молоді (СНУМ). Брав участь в молодіжному антирадянському русі і боротьбі за незалежність України, допомагав редагувати та розповсюджувати першу молодіжну незалежну «самвидавну» газету на Чернігівщині «Деснянські хвилі». У березні 1990 року став членом Товариства української мови імені Шевченка.
5-6 червня 1990 від Чернігівської організації СНУМ брав участь в установчому І-у Всеукраїнському Соборі Української Автокефальної Православної Церкви (УАПЦ) у Києві. У 1989—1991 учасник багатьох антирадянських та національно-патріотичних акцій, мітингів, пікетів та заходів за проголошення незалежності України та проти «ГКЧП», зокрема протестного голодування на Красній площі Чернігова у жовтні 1990 на знак солідарності зі студентським голодуванням у Києві (т. зв. Студентська революція на граніті), національно-просвітницького походу-рейду «Козацькими шляхами» по Чернігівській області у 1991, тощо.
У 2000 році під час виборів президента України був головою дільничної виборчої комісії в Чернігові.
З 2000 по 2009 рік — голова правління ГО «Міжнародний центр гуманітарних ініціатив і екологічних досліджень», член громадської ради при Державному управлінні з екологічної безпеки в Чернігівській області.
У 2002—2006 роках — депутат Чернігівської міської ради. У 2002—2003 роках — секретар комісії Чернігівської міської ради з питань комунальної власності, розвитку підприємництва та регулювання земельних відносин.
Під час Помаранчевої революції у листопаді 2004 як депутат Чернігівської міської ради виступив з вимогою скликати позачергову сесію Чернігівської міськради з метою висловлення недовіри Центральній виборчій комісії під час проведення повторного підрахунку голосів. Також депутат закликав міськраду забезпечити законні умови під час проведення масових мирних акцій протестів та зобов'язати міське управління МВС України забезпечити безпеку їхніх учасників. 26 листопада 2004 під час скликаної на його вимогу позачергової сесії Чернігівської міської ради, коли міліція під стінами міськради влаштувала жорстоке побиття мирних демонстрантів, депутат заявив чернігівському міському голові О. В. Соколову, що той «несе безпосередню відповідальність за те, що відбувається» і на знак протесту проти побиття мітингувальників оголосив у сесійній залі голодування. В результаті дебатів, які відбулись 26 листопада 2004 під час проведення сесії, більшістю голосів Чернігівською міською радою оголошено недовіру ЦВК та визнано по місту перемогу на виборах Президента України В. А. Ющенка. Тоді ж у листопаді 2004 був делегатом І-го Надзвичайного Всеукраїнського З'їзду депутатів місцевих рад у Києві (під головуванням А. С. Матвієнка). Був співавтором заяви Асоціації українських банків про політичну ситуацію в країні, в якій була висловлена підтримка кандидатурі В. А. Ющенка.
З 2002 по 2013 роки — начальник пресцентру Асоціації українських банків (АУБ) і голова клубу банківських PR-спеціалістів при АУБ. Виступав у ЗМІ з критикою регуляторної політики Національного банку України та економічної політики влади часів Януковича. Зокрема, у червні 2011 у ЗМІ публічно обвинуватив керівництво НБУ у «тиску на власників банків і зриві незалежного з'їзду Асоціації українських банків». Також виступав з критикою дискримінаційної політики НБУ під керівництвом С. Арбузова щодо малих і середніх українських банків та відкриття в Україні філій іноземних банків.
У 2006 році очолював пресслужбу передвиборного штабу народного депутата, Героя України Левка Лук'яненка. Був ініціатором створення Центру з дослідження історії релігії та Церкви при Чернігівському національному педагогічному університеті імені Т. Г. Шевченка.
Займався моніторингом проблемних питань у сфері гармонізації державно-церковних взаємин, свободи совісті та релігійних організацій, у 2015 разом з відомими правозахисниками з різних країн підписав декларацію про створення міжнародного руху «Свобода совісті» та виступив координатором представництва організації в Україні2) В Україні створено представництво міжнародного руху «Свобода совісті». Релігійно-інформаційна служба України (РІСУ). 02.07.2015..
З 2021 — Заступник голови ГО «Чернігівська спілка учасників боротьби за незалежність України у ХХ столітті» та заступник голови Чернігівської філії Ветеранського об'єднання Українська Гельсінська Спілка.
Дійсний член міжнародного товариства «The Friends of Mount Athos» (під патронатом Його Високості Принца Чарльза, Оксфорд, Велика Британія).
Член Національної спілки краєзнавців України (НСКУ), Національної спілки журналістів України (НСЖУ) та Міжнародної федерації журналістів (IFJ), Наукового товариства ім. Т. Шевченка, Українського товариства охорони пам'яток історії та культури (УТОПІК), Української асоціації релігієзнавців (УАР), Міжнародної асоціації істориків релігії (IAHR) і Європейської асоціації дослідників релігії (EASR).

## Науково-дослідницька діяльність
Разом зі старшим братом Віталієм з кінця 1980-х рр. займався збором і публікацією матеріалів про історію Катакомбної церкви в СРСР. Автор книг «Советский режим и советская церковь» (СПб., 2006), «В катакомбах. Церковное подполье в СССР» (Луцьк: Терен, 2011).
В 2010 у видавництві «Дух і літера» видав книгу «Князь Оскольд и христианизация Руси».
Під впливом грецького професора Антонія Тахіаоса почав займатися науково-дослідницькою діяльністю в архівах Афона. У 2013 році разом з Тахіаосом заснував «Міжнародний інститут афонської спадщини», який очолив у ранзі генерального директора.

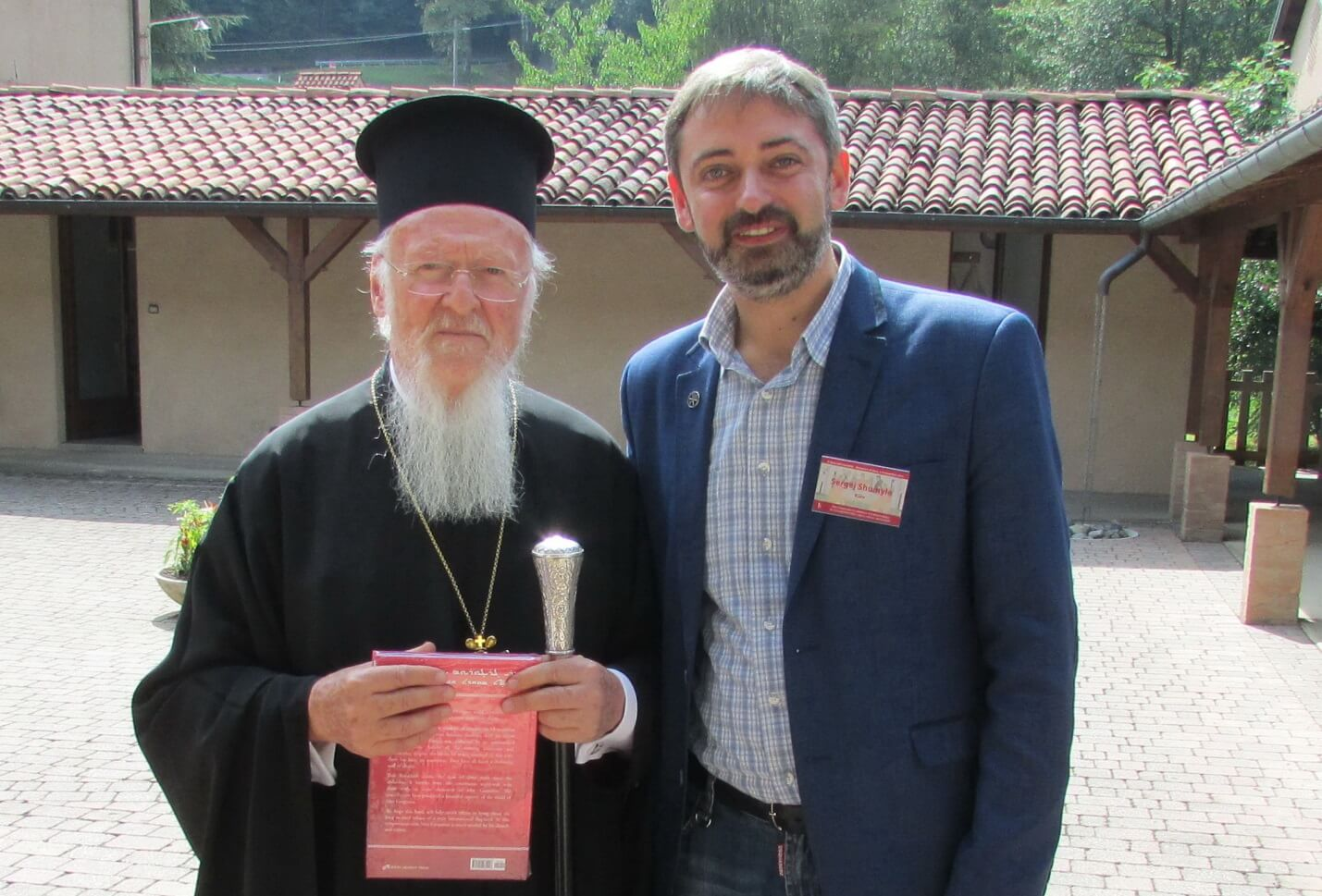
Патріарх Варфоломій І та Сергій Шумило, 2017 рік

Тривалий час займається популяризацією духовно-культурної спадщини України на Афоні й у Греції, досліджує історико-культурні зв'язки України та Святої Гори Афон, впливу афонської спадщини на українську духовну культуру і традицію. Вивчав архівні фонди афонських монастирів, Священного Кінота Афона (Афон, Греція), Патріаршого архіву Константинопольського патріархату в Фанарі (Стамбул, Туреччина), документи історичних архівів України та інших країн[джерело не вказане 1524 дні]. Здійснював дослідницько-пошукову історико-археографічну діяльність, знайшов документи й матеріальні залишки загубленого старовинного українського «козацького» скиту «Чорний Вир» на Афоні, заснованого козаками на Афоні в 1747 році. За результатами знахідок і відкриттів видав окремі книги. Виявив у архівах і опублікував маловідомі листи преподобного Паїсія Величковського до останнього кошового отамана Запорізької Січі Петра Калнишевського і київського митрополита Арсенія (Могилянського) (видані окремими монографіями[джерело не вказане 1524 дні]). Виявив у архівах Афона і вперше видав документи про благодійну (ктиторську) діяльність стосовно афонських монастирів відомих українських козацько-шляхетських родів XVII—XVIII століть: Івана Самойловича, Івана Мазепи, Данила Апостола, Івана Скоропадського та інших. Створив на основі архівних джерел життєпис українського письменника-полеміста й афонського старця Іоанна Вишенського, на підставі якого Синод Української православної церкви 2016 року канонізував його в лику святих. Видав інші дослідження, книги, публікації й матеріали про історичні та духовно-культурні зв'язки України та Афона[джерело не вказане 1524 дні].
Зокрема, є автором книг та монографій: «Elder Avvakum of Mount Athos. The Life of Athonite Hieroschemamonk Avvakum (Vakarov)» (Oxford/Kyiv, 2021); «Церква мучеників: гоніння на віру та Церкву у ХХ столітті» (Київ, 2020); «Афонский старец из Закарпатья. Иеросхимонах Аввакум (Вакаров) и его время» (Київ, 2019); «Старец Аникита: духовный путь святости» (Київ-Одеса, 2019); «Преподобний Паїсій Величковський. „Повість про святий собор“ та маловідомі листи» (Київ, 2016); «Старец Иоанн Вишенский: афонский подвижник и православный писатель-полемист» (Київ, 2016); «Духовное Запорожье на Афоне. Малоизвестный казачий скит „Черный Выр“ на Святой Горе» (Київ, 2015); «Паисий Величковский и Запорожская Сечь. Малоизвестные письма прп. Паисия Величковского к Кошевому атаману Войска Запорожского Петру Калнышевскому» (Київ–Серпухов, 2015); «Схиепископ Петр (Ладыгин): непоколебимый столп Церкви Катакомбной» (Глазов, 2013); «В катакомбах. Православное подполье в СССР» (Луцьк, 2011); «Князь Оскольд и христианизация Руси» (Київ, 2010); «Советский режим и советская церковь» (СПб., 2006).
Організатор понад 20 міжнародних наукових конференцій, присвячених духовно-культурній спадщині Святої гори Афон і історії Церкви в Україні — в тому числі за підтримки ЮНЕСКО, Кестонського інституту в Оксфорді (Велика Британія) і Всесвітньої ради церков (Женева, Швейцарія). Довгий час займався науково-дослідницькою діяльністю в Греції, Італії, провів персональні лекції, виставки та презентації про українську спадщину Афона в різних країнах Європи (Афіни, Лондон, Оксфорд, Кембридж, Рим, Венеція, Мілан, Неаполь, Париж, Страсбург, Женева, Брюссель, Варшава, Прага, Ясси і ін.).
У 2022 р. організував в Університеті Сорбона у Парижі кілька науково-просвітницьких заходів, спрямованих на популяризацію української культурної спадщини.
Співголова наукового комітету з історії церкви при International Orthodox Theological Association (ІОТА) в США.

## Родовід
Сергій Шумило по лінії батька походить зі старовинного українського козацького роду Шумил, представники якого брали участь у національно-визвольній боротьбі під проводом гетьмана Богдана Хмельницького і перебували в козацькому Реєстрі війська Запорозького 1649 року, а згодом заснували козацьке сотенне містечко Межиріч та хутір Шумили на Слобожанщині (нині Сумська область). По лінії матері походить зі старовинного козацько-шляхетського роду Савенків з Любеччини (Чернігівщина), який, у свою чергу, походив від любецького шляхтича Сави Величковського (кін. XVI — поч. XVII ст.). Від Сави Величковського на Любеччині пішли любецькі родові гілки Савенків і Савичів.
Один з представників останньої гілки — Савенко Олександр Лукич (рідний брат прадіда С. В. Шумила) під час Першої світової війни мав звання унтерофіцера, після революції 1917 воював проти більшовиків, після 1920 р. емігрував до Франції.
Його племінник Савенко Андрій Федотович (1912—1988) — рідний дід С. В. Шумила, зазнав сталінських репресій, заарештований в кінці 1936 як «ворог народу», відбував покарання у «ДмитЛагу» (Дмитрівському виправно-трудовому таборі) під Москвою на будівництві каналу Москва — Волга ім. Сталіна. Під час ІІ Світової війни був командиром відділення 2-ї понтонної роти 108 Окремого моторизованого понтонно-мостового батальйону 2-ї Гвардійської танкової армії, брав участь в битвах за Сталінград і на Курській дузі, в битві на Дніпрі, його форсуванні і звільненні Києва, під час якого очолював групу з обстеження і розмінування Києво-Печерської Лаври; також брав участь у боях за визволення Польщі, у Вісло-Одерській та Східно-Померанський операціях, а також у взятті Берліна, де на підступах до міста був важко поранений в голову. За героїзм і мужність нагороджений орденами і медалями.
Двоюрідний дід С. В. Шумила по матері — Олександр Купрієнко (1925—1983), український оперний співак (тенор), соліст Академічного театру опери і балету УРСР ім. Т. Шевченка та Харківського академічного театру опери і балету ім. М. Лисенка.

## Відзнаки
9 листопада 2020 року указом Президента України Володимира Зеленського «Про відзначення державними нагородами України з нагоди Всеукраїнського дня працівників культури» за значний особистий внесок у розвиток національної культури і мистецтва, вагомі творчі здобутки та високу професійну майстерність удостоєний звання «Заслужений працівник культури України».
Розпорядженням Голови Верховної Ради України № 856-к від 25.11.2020 р. нагороджений Почесною грамотою Верховної Ради України, рішенням Президії Національної спілки краєзнавців України від 11.02.2021 р. присвоєне звання «Почесний краєзнавець України», рішенням Вченої ради ІПШІ МОН та НАН України від 27.04.2023 (Протокол № 4/1) присвоєно звання почесного професора інституту, також нагороджений Почесною грамотою Чернігівської обласної ради, Почесною відзнакою Українського фонду культури «За подвижництво в культурі», Орденом св. влмч. Пантелеймона ІІ ступеня (Афон, Греція), Орденом свт. Рафаїла Бруклінського І ступеня (Антійохійський Патріархат в США), Орденом св. Архістратига Михаїла ІІ ступеня, Орденами прп. Нестора Літописця І та ІІ ступеня, Орденом св. равноап. князя Володимира ІІІ ступеня, Медаллю Апостола Іоанна Богослова Ужгородської української богословської академії, Медаллю Фракійського університету ім. Демокрита (Греція) та ін.
Є лауреатом міжнародної літературної премії імені Володимира Винниченка, міжнародної літературно-мистецької премії імені Григорія Сковороди та літературно-мистецької премії імені Івана Нечуя-Левицького.

## Позиція щодо війни РФ проти України
З початку повномасштабного вторгнення РФ в Україну активно виступає в українських та західних ЗМІ з викривальною критикою російської військової агресії, ідеології «русского міра» та ролі Московського патріархату у її підтримці. Так 2 березня 2022 р., коли російські окупаційні війська з різних напрямків намагались стрімко наступати на Київ, дав інтерв'ю Gazeta.ua, в якому заявив, що «Путін має серйозні психічні розлади, параноїдальні фобії». Після виходу інтерв'ю на сайт було здійснено кілька потужних хакерських атак, після чого сайт тимчасово припинив роботу, лише через добу вдалося відновити повноцінну роботу сайту.
Також 2 березня 2022 заявив, що «Завдяки Путіну Московського патріархату в Україні більше не буде, бо не має на це ані морального, ані канонічного права».
Виступав в українських та західних ЗМІ з жорсткою критикою фундаменталістської ідеології «русского міра», яку Московський патріархат пропагує задля обгрунтування та виправдання війни проти України.
Виступає за повний розрив УПЦ з Московським патріархатом, є учасником групи діалогу між духовенством і вірянами УПЦ та ПЦУ.
Проводив консультування британських експертів з медичної криміналістики, які збирають свідчення та докази злочинів російських військових в Україні для подачі в міжнародний кримінальний суд в Гаазі.
Співорганізатор екуменічних міжхристиянських акцій на підтримку України у Великобританії.

## Публікації

### Книги
1. Советский режим и церковь. — СПб., 2006. — 136 с. (рос.)
2. Князь Оскольд и христианизация Руси. — Киев: Дух и литера, 2010. — 120 с. — ISBN 978-966-378-155-6 (рос.)
3. В катакомбах. Православное подполье в СССР: конспект по истории Истинно-Православной Церкви в СССР. — Луцк: Терен, 2011. — 269 с. — ISBN 978-966-2276-52-7 (рос.)
4. Схиепископ Петр (Ладыгин): непоколебимый столп Церкви (1866—1957 гг.) / Публ., подг. текста, вступ. ст., сост., коммент. С. В. Шумило, В. В. Шумило. — Глазов, 2013. — 108 с. — ISBN 978-5-905538-16-2 (рос.)
5. «Духовное Запорожье» на Афоне. Малоизвестный казачий скит «Черный Выр» на Святой Горе. — Киев: Издательский отдел УПЦ, 2015. — 116 с. — ISBN 978-966-2371-34-5 (рос.)
6. Преподобный Паисий Величковский и Запорожская Сечь. Малоизвестные письма прп. Паисия Величковского к Кошевому атаману Войска Запорожского Петру Калнышевскому. Киев — Серпухов: Международный институт афонского наследия в Украине; «Наследие Православного Востока», 2015. — 128 с. — ISBN 978-5-9905423-3-4 (рос.)
7. Старец Иоанн Вишенский: афонский подвижник и православный писатель-полемист. Материалы к жизнеописанию «блаженной памяти великого старца Иоанна Вишенского Святогорца» — Киев: Издательский отдел УПЦ, 2016. — 208 с. — ISBN 978-966-2371-40-6 (рос.)
8. Преподобний Паїсій Величковський. «Повість про святий собор» та маловідомі листи / Упоряд. та коментарі С. В. Шумила. — Київ: Видавничий відділ УПЦ, 2016. — 207 с. — ISBN 978-966-2371-39-0
9. Старец Аникита: духовный путь святости. Материалы к жизнеописанию с приложением сочинений иеросхимонаха Аникиты (князя Ширинского-Шихматова) / Приложения, ред. и комментарии Забелин К. В. — Смоленск, 2018. — 276 с. — ISBN 978-5-98156-814-5 (рос.)
  - Старец Аникита: духовный путь святости. Материалы к жизнеописанию с приложением сочинений иеросхимонаха Аникиты (князя Ширинского-Шихматова) / 2-е издание. — Киев-Одесса: Афонское наследие, 2019. — 328 с. — ISBN 978-966-139-103-0 (рос.)
10. Афонский старец из Закарпатья. Иеросхимонах Аввакум (Вакаров) и его время: 1899—1972. — Киев: Международный институт афонского наследия, 2019. — 336 с. — ISBN 978-966-139-107-8 (соавторы: М. В. Шкаровский, Ю. В. Данилец, П. И. Гайденко) (рос.)
11. Церква мучеників: гоніння на віру та Церкву у ХХ столітті: матеріали Міжнар. наук. конф. (К., 6-7 лютого 2020 р.) / упоряд. С. В. Шумило. — К.: Видавничий відділ УПЦ, 2020. — 616 с.

### Статті й інтерв'ю
- Умереть за Христа. Новомученики земли Черниговской // Троїцький вісник. Видання Чернігівської єпархії УПЦ. — 1997. — № 1-2 (32-33). — С. 3-4
- Київська місія апостолів слов'ян: Перше хрещення Руси-України та вплив на подальшу долю Східної Європи // Сіверянський літопис: Всеукраїнський науковий журнал. — 2005. — № 1. — С. 10-30.
- Миссия святых Кирилла и Мефодия и перове Оскольдово крещение Руси // Вера и жизнь: православній журнал. 2009. — № 1-2 (14-15). — С. 72-98; 2010. — № 1-2 (16-17). — С. 72-92.
- Оскольдова могила — древнейший памятник Киевской Руси // Християнізаційні впливи в Київській Русі за часів князя Оскольда: 1150 років. Матеріали міжнародної наукової конференції. — Чернігів-Луцьк, 2011. — С. 205—224.
- Поход 860 года на Константинополь и начало христианизации Руси при князе Оскольде: 1150 лет // Труды первой международной конференции «Начала русского мира», состоявшейся 28 — 30 октября 2010 года. — СПб: Блиц, 2011. — С. 33-46;
- Церковно-історична пам'ять про перше Оскольдове хрещення Русі в ІХ ст. // Наукові читання, присвячені 1150-й річниці з Дня укладання мирної угоди між Візантійською імперією та Київською Руссю. Ужгород: Карпатський університет ім. Августина Волошина, 2011. — С. 71-105.
- Початок християнізації на Русі за часів князя Оскольда // Християнізаційні впливи в Київській Русі за часів князя Оскольда: 1150 років. Матеріали міжнародної наукової конференції. — Чернігів-Луцьк, 2011. — С. 58-73;
- Миссия святых Кирилла и Мефодия и христианизация Руси в IX в.: 1150 лет // Странникъ: Историко-литературный журнал. 2013. — № 1 (7). — С. 38-54.
- Князь Оскольд і християнізаційні впливи на Русі // 1150-річчя заснування української Православної Церкви: духовно-історичні передумови та цивілізаційна спадщина: Колективна монографія. Ужгород: Патент, 2013. — С. 99-120.
- Уявлення про Київ як «другий Єрусалим» в церковно-суспільній думці Русі-України // Із Києва по всій Русі. Збірник матеріалів всеукраїнської наукової конференції, присвяченої 1025-літтю Хрещення Київської Русі, 15 травня 2013 р. — К., 2013. — С. 196—227.
- Православна духовність та релігійні традиції Запорозького козацтва // Православ'я в Україні: Збірник матеріалів наукової конференції. Ч. 2. — Київ, 2013. — С. 350—385.
- «Посилати русинів, схильних до благочестя, на Афон»: Роль Святої Гори в історії культури і духовності України // День. Щоденна всеукраїнська газета. 2014. — № 164—165 (4287-4288). 5-6 вересня. — С. 13.
- Влияние Святой Горы Афон на духовную, культурную и политическую жизнь Украины XVIII в. // Афон и славянский мир. Сб. 1. Материалы междунар. науч. конф., посв. 1000-летию присутствия руських монахов на Святой Горе. Белград, 16-18 мая 2013 г. Свято-Пантелеимонов монастырь на Афоне, 2014. — С. 113—130.
- Місіонерська подорож Апостола Андрія Первозванного теренами сучасної України // Південь України: етноісторичний, мовний, культурний та релігійний виміри: збірник наукових праць V Міжнародної наукової конференції (24-25 квітня 2015 р., Одеса). — Одеса: Одеський національний університет, 2015. — С. 421—432.
- Преподобный Паисий Величковский и последний Кошевой атаман Запорожской Сечи Петр Калнышевский: малоизвестные письма // Афонское наследие: научный альманах. Вып. 1-2. Киев — Чернигов: Издание Международного института афонского наследия в Украине, 2015. — С. 336—365.
  - Прп. Паисий Величковский и последний Кошевой атаман Запорожской Сечи П. Калнышевский: малоизвестные письма // Orientalia Christiana Cracoviensia: czasopismo naukowe, Uniwersytet Papieski Jana Pawła II w Krakowie. — № 7 (2015). — S. 27-57.
- Основатель Киево-Братской школы митрополит Исаия (Копинский) и его участие в возрождении православия в Украине // Труды Киевской духовной академии. — № 23. Киев, 2015. — С. 135—147.
- Архиепископ-мученик Дамаскин (Малюта) — афонский монах, наместник Почаевской Лавры и глава автономной Украинской Православной Церкви // Труды Киевской духовной академии. — № 22. Киев, 2015. — С. 238—257.
- Запорожская Сечь и Афон: к истории казачьего скита «Черный Выр» на Святой Горе // Афонское наследие: научный альманах. Вып. 1-2. Киев — Чернигов: Издание Международного института афонского наследия в Украине, 2015. — С. 78-120.
- Роль миссии свв. Кирилла и Мефодия в начальной христианизции Руси в IX в.: 1155 лет // Средневековая письменность и книжность XVI—XVII вв. Источниковедение. Сборник материалов VII международной научно-практической конференции «Зубовские чтения», 7-8 декабря 2015 г., г. Александров. — Т. 2. Владимир: «Транзит-ИКС», 2016. — С. 221—234.
- До питання просвітницької місії святих Кирила і Мефодія, винайдення слов'янської писемності і початкової християнізації Русі в IX ст. // Сіверянський літопис: Всеукраїнський науковий журнал. 2016, січень-лютий. — № 1 (127). — С. 3-18.
- Святогорский след в судьбе волынского православного монаха и Великого князя Литовского Войшелка (1223—1267) // Труды Киевской духовной академии. — № 24. Киев, 2016. — С. 236—243.
- Афониты в борьбе за православне в Украине // Русская история: исторический журнал. 2016. — № 1-2 (36-37). — С. 26-32.
- Прп. Иоанн Вишенский Святогорец и его связи с Волынью и Галицией // Історія та сучасність Православ'я на Волині: матеріали VII науково-практичної конференції (Луцьк, 8 листопада 2016 р.). — Волинська єпархія УПЦ, Волинська духовна семінарія, Видавничий відділ Волинської єпархії. — Луцьк, 2016. — С. 42-53.
- Преподобный Иоанн Вишенский Святогорец и монастырская реформа в Украине в XVII в. // Труды Киевской духовной академии. — № 25. Киев, 2016. — С. 33—44.
- Старец Иоанн Вишенский и древнерусский монастырь на Афоне // Афонское наследие: Научный альманах («The Athonite Heritage», a Scholar's Anthology). Вып. 3 — 4. Киев — Чернигов: Издание Международного института афонского наследия в Украине, 2016. — С. 68—82.
- Малоизвестные факты биографии прп. Паисия Величковского во время пребывания его на Афоне (по архивным источникам) // Афонское наследие: научный альманах. Вып. 3-4. Киев — Чернигов: Издание Международного института афонского наследия в Украине, 2016. — С. 175—185.
- Автобіографія та листи прп. Паїсія. Наукова розвідка // Преподобний Паїсій Величковський. «Повість про святий собор» та маловідомі листи / Упоряд. та коментарі Шумила С. В. — К.: Видавничий відділ УПЦ, 2016. — С. 9-64.
- Найперше іконографічне зображення прп. Паїсія Величковського // Преподобний Паїсій Величковський. «Повість про святий собор» та маловідомі листи / Упоряд. та коментарі Шумила С. В. Київ: Видавничий відділ УПЦ, 2016. — С. 39—41
- Новые архивные документы, подтверждающие настоятельство прп. Паисия Величковского в келье св. Константина и монастыре Симонопетра на Афоне // Обсерватория культуры: научный журнал Российской государственной библиотеки (РГБ). — М., 2016. — Т. 13, № 3. — С. 377—383;
- Прп. Паисий Величковский и попытка воссоздания Русика в монастыре Симонопетра: неизвестные письма с Афона // Русь — Святая Гора Афон: Тысяча лет духовного и культурного единства. Материалы Международной научной конференции в рамках юбилейных торжеств, приуроченных к празднованию 1000-летия присутствия русского монашества на Афоне, 21 — 23 сентября 2016 г. — М., 2017. — С. 318—338.
- Афонский скит «Черный Выр» и попытки воссоздания нового Русика в XVIII в. на Святой Горе // Афон и славянский мир. Сб. 3. Материалы междунар. науч. конф., посв. 1000-летию присутствия рус. монахов на Святой Горе (21-23 мая 2015 г.). — Афон: Пантелеимонов монастырь, 2016. — С. 214—246.
- Нове джерело до біографії І. Мазепи та історії зв'язків української козацької старшини з центром православного чернецтва на Афоні // Сіверянський літопис: Всеукраїнський науковий журнал. 2016, листопад-грудень. — № 6 (132). — С. 73-84.
- От Афона до застенков НКВД: крестный путь архиепископа Дамаскина (Малюты, 1883—1946) // Вестник ПСТГУ. Серия II: История. История Русской Православной Церкви. 2017. — Вып. 76. — С. 89-106.
- Афонський старець Іоан Вишенський // Церковний календар Перемисько-Горлицької єпархії Польської Православної Церкви. — Przemysl: Diecezja Przemysko-Gorlicka, 2017. — С. 139—156.
- Неизвестное письмо прп. Паисия Величковского за 1763 г. и другие документы, касающиеся его игуменства в монастыре Симонопетра // Афонское наследие: научный альманах. Вып. 5-6. — Киев — Чернигов: Издание Международного института афонского наследия, 2017. — С. 231—255. — ISBN 978-966-139-087-3
- До історії ігуменства прп. Паїсія Величковського в монастирі Симонопетра на Афоні за невідомими раніше архівними документами XVIII ст. // Сіверянський літопис: Всеукраїнський науковий журнал. 2017, січень-квітень. — № 1-2 (133—134). — C. 79-93.
- Новоафонские новомученики на Северном Кавказе: путь исповедничества и мученичества в годы советских богоборческих гонений в ХХ веке // Труды Киевской духовной академии. — № 26. Киев, 2017. — С. 109—122.
- Козацький скит «Чорний Вир» на Афоні у XVIII ст. за маловідомими архівними джерелами // Церква — Наука — Суспільство: питання взаємодії. Матеріали 15-ї міжнародної наукової конференції (29 травня — 3 червня 2017 р.). — К.: Національний Києво-Печерський історико-культурний заповідник, 2017. — С. 69—77.
- До питання локалізації місця перебування прп. Антонія Печерського на Афоні // Церква — Наука — Суспільство: питання взаємодії. Матеріали 15-ї міжнародної наукової конференції (29 травня — 3 червня 2017 р.). — К.: Національний Києво-Печерський історико-культурний заповідник, 2017. — С. 62—69.
- Перший давньоруський монастир на Афоні та його зв'язки з Київською Руссю: 1000 років // Афонское наследие: научный альманах. Вып. 5-6. Киев — Чернигов: Издание Международного института афонского наследия, 2017. — С. 46-82. — ISBN 978-966-139-087-3
- Тризуб з хрестом: 100 років боротьби за право на існування // Сіверянський літопис: Всеукраїнський науковий журнал. 2018, вересень-жовтень. — № 5 (143). — С. 148—161.
- Український козацький скит Чорний Вир XVIII століття за маловідомими й архівними джерелами // Визвольна боротьба: науково-популярний журнал. — № 1-3, 2018. — С. 202—223.
- Культурно-просвітницька діяльність давньоруського монастиря на Афоні та його зв'язки з Київською Руссю // Церква — Наука — Суспільство: питання взаємодії. Матеріали 16-ї міжнародної наукової конференції (29 травня — 2 червня 2018 р.). — К.: Національний Києво-Печерський історико-культурний заповідник, 2018. — С. 25—31.
- Духовно-литературное наследие афонского старца Иоанна Вишенского / Spiritual and literal heritage of the Mount Athos elder Ivan Vishenski // Rocznik Teologiczny. Chrześcijańska Akademia Teologiczna w Warszawie. LX — z. 1, 2018. — S. 111—135.
- The First Russian Monks on Mount Athos // Mount Athos and Russia: 1016—2016 / N. Fennel, G. Speake (eds.). Oxford, 2018. — P. 23-44. — ISBN 978-1-78707-880-2
- Руська Успенська лавра на Афоні та Антоній Печерський // Український історичний журнал / НАНУ, Ін-т історії України. — 2018. — № 5. — C. 4-20.
- Православная Церковь в период первосвятительства Патриарха Тихона и большевистские гонения: 1917—1925 гг. // Священномученик Володимир (Богоявленський) і початок гонінь на Православну Церкву в XX столітті. Матеріали Міжнародної наукової конференції (7-8 лютого 2018 р.) / Ред. та упоряд. — С. В. Шумило / Свята Успенська Києво-Печерська Лавра, Національний Києво-Печерський історико-культурний заповідник, Київська духовна академія і семінарія, Міжнародний інститут афонської спадщини — К., 2019. — С. 275—300.
- «Красный террор» в Киеве и убийство митрополита Владимира (Богоявленского) (по материалам Следственного отдела Комиссариата публичного обвинения РСФСР по делу М. А. Муравьева за 1918 год) // Священномученик Володимир (Богоявленський) і початок гонінь на Православну Церкву в XX столітті. Матеріали Міжнародної наукової конференції (7-8 лютого 2018 р.) / Ред. та упоряд. — С. В. Шумило / Свята Успенська Києво-Печерська Лавра, Національний Києво-Печерський історико-культурний заповідник, Київська духовна академія і семінарія, Міжнародний інститут афонської спадщини — К., 2019. — С. 88—105.
- «Це був справжній геноцид, спрямований на планомірне й свідоме винищення християнських народів, віри і Церкви» // Священномученик Володимир (Богоявленський) і початок гонінь на Православну Церкву в XX столітті. Матеріали Міжнародної наукової конференції (7-8 лютого 2018 р.) / Ред. та упоряд. — С. В. Шумило / Свята Успенська Києво-Печерська Лавра, Національний Києво-Печерський історико-культурний заповідник, Київська духовна академія і семінарія, Міжнародний інститут афонської спадщини — К., 2019. — С. 41—42.
- Канонизированный при жизни… Исповедническое служение протоиерея Александра Макова (1881—1985) на Кубани и в Чернигове // Вестник ПСТГУ. Серия II: История. История Русской Православной Церкви. 2019. — Вып. 90. — С. 79-114.
- «Сіверський архієпископ» та опальний митрополит Ісайя (Копинський) як натхненник козацьких повстань та чернечого відродження в Україні в XVII ст. // Сіверянський літопис: Всеукраїнський науковий журнал. 2019, січень-квітень. — № 1-2. — С. 58-69.
- Иеросхимонах Аввакум (Вакаров) и его деятельность как антипросопа при Священном Киноте Афона // Наукові записки Богословсько-історичного науково-дослідного центру імені архімандрита Василія (Проніна). — 2019. — № 6. — С. 669—691. ISSN 2617—1317
- Репрессии против афонских монахов на Северном Кавказе в 1920—1930-е гг. // Священномученик Володимир (Богоявленський) і початок гонінь на Православну Церкву в XX столітті. Матеріали Міжнародної наукової конференції (7-8 лютого 2018 р.) / Ред. та упоряд. — С. В. Шумило / Свята Успенська Києво-Печерська Лавра, Національний Києво-Печерський історико-культурний заповідник, Київська духовна академія і семінарія, Міжнародний інститут афонської спадщини — К., 2019. — С. 472—491.
- Князь-инок Аникита (Ширинский-Шихматов) и его путешествие по святым местам Ближнего Востока // Orientalia Christiana Cracoviensia: czasopismo naukowe, Uniwersytet Papieski Jana Pawła II w Krakowie. — № 11 (2019).
- Участие в антиунийном сопротивлении в Украине игумена Афонского Пантелеимонова монастыря архимандрита Матфея и его связи с Иоанном Вишенским и Киприаном Острожанином / Participation in the Anti-Union Resistance in Ukraine of the Abbot of the Athos Panteleimon Monastery Archimandrite Matthew and the Aphonites John Vishensky and Kiprian Ostrozhanin // Rocznik Teologiczny. Chrześcijańska Akademia Teologiczna w Warszawie. LXI — z. 4, 2019. — S. 631—649.
- Представники козацько-старшинських родин Чернігово-Сіверщини в афонському Зографському пом'яннику XVII—XVIII ст. // Сіверянський літопис: Всеукраїнський науковий журнал. 2019, листопад-грудень. — № 6 (150). — С. 41—63.
- Київ як «ворота» на шляху до Східної Європи: короткий огляд деяких справ про проїзд через місто мандрівних афонських ченців у XVIII ст. // Треті києвознавчі читання: історичні та етнокультурні аспекти. Збірник матеріалів міжнародної науково-практичної конференції (27 березня 2020 р.) / Редкол. О. П. Реєнт (голова), І. К. Патриляк та ін. — К.: Фоліант, 2020. — С. 377—388.
- Влияние учения свт. Григория Паламы на наследие украинско-афонского полемиста и старца Иоанна Вишенского // Acta Patristica. Journal Pravoslávna bohoslovecká fakulta Prešovská univerzita v Prešove. Presov, Slovak Republic. 2020. Volume 11, issue 22. — С. 3—23.
- Странничество Паисия Величковского по Украине и Молдо-Валахии в 1740-е годы // Rocznik Teologiczny. Chrześcijańska Akademia Teologiczna w Warszawie. LXII, z. 2/2020.
- Неизвестное письмо иеросхимонаха Антония (Булатовича) на имя императора Николая II как источник к истории скита «Черный Вир» и «имяславских споров» на Афоне // Вестник ПСТГУ. Серия II: История. История Русской Православной Церкви. 2020, июль — август. — № ІІ (95). — С. 94—117.
- Малоизвестные свидетельства о начальном периоде пребывания прп. Паисия Величковского при каливах Пантократорского монастыря на Афоне // Науковий вісник Ужгородського університету. Серія: Історія / М-во освіти і науки України; Держ. вищ. навч. заклад «Ужгород. нац. ун-т», Ф-т історії та міжнародних відносин. Ужгород: Вид-во УжНУ «Говерла», 2020. — Вип. 1 (42). — С. 137—145.
- До питання про походження роду прп. Паїсія Величковського і його зв'язки з Чернігівщиною // Сіверянський літопис: Всеукраїнський науковий журнал. 2020, січень-лютий. — № 1 (151). — C. 144—163.
- Печатка «козацького» скиту «Чорний Вир» на Афоні (середина XVIII — початок ХІХ ст.) // Київські історичні студії (Kyiv Historical Studies). Науковий журнал Київського університету імені Бориса Грінченка. 2020, січень-лютий. — № 1 (10). — С. 6—11. (в соавторстве с А. А. Алфёровым)
- Бунчуковий товариш Ніжинського полку Григорій Голуб та заснування ним скиту «Чорний Вир» на Афоні // Сіверянський літопис: Всеукраїнський науковий журнал. 2020, березень-квітень. — № 2 (152). — C. 60 — 80.
- Український осередок на Афоні: скит Чорний Вир та його зв'язки з козацтвом // Український історичний журнал / НАНУ, Ін-т історії України. — 2020. — № 3. — С. 120—134.
- Образование иерархии УАПЦ в 1990 г. и самозванный «епископ» Викентий Чекалин // Церковь и время. — 2020. — № 3. — С. 154—212

- Старець Аліпій та його стояння за істинне православ'я (1881—1943 рр.) // Всеукраїнська газета «Сіверщина», 30 августа 2008
- Является ли УГКЦ «глобальной»? Современные течения и расколы внутри УГКЦ // religion.in.ua, 6 мая 2011
- ИПЦ ПОСЛЕ СТАЛИНА. Доклад на международной конференции «Церковное подполье в СССР» // portal-credo.ru, 3 февраля 2012
- Окультно-художній образ «графа Дракули» як приклад маніпуляції та викривлення історії // Релігія в Україні, 18.10.2013
- «Мирянське старчество» в духовній традиції українського кобзарства // Релігія в Україні, 05.11.2013
- О «хазарской миссии» и Фотиевом Крещении Руси. К 1155-летию миссионерской деятельности святых Кирилла и Мефодия в Крыму // pravoslavie.ru, 24 мая 2016
- Преподобный Иоанн Вишенский Святогорец и его подвиг стояния за чистоту Православия // pravoslavie.ru, 21 июля 2016
- Равноапостольный князь Владимир и Русский Афон. К вопросу об основании древнерусского монастыря на Афоне во времена св. князя Владимира Киевского // pravoslavie.ru, 28 июля 2016
- Крестный путь старца Иеремии Афонского длиною в столетие // pravoslavie.ru, 4 августа 2016
- Русские старцы-отшельники на афонских Карулях // pravoslavie.ru, 9 октября 2016
- Русские старцы-отшельники на Афоне // pravoslavie.ru, 2 ноября 2016
- Русская афонская обитель Святителя Николая Чудотворца («Белозерка») // pravoslavie.ru, 20 декабря 2016
- «Проводил подрывную деятельность, призывал, чтоб верили в Бога». Памяти протоиерея Иоанна Русановича, замученного в застенках НКВД на Рождество Христово // pravoslavie.ru, 19 января 2018
- «Липківство» як духовна, канонічна та еклезіологічна проблема Українських Церков // Релігія в Україні, 13 декабря 2018
  - Ένα παλαιό πρόβλημα της νέας Εκκλησίας // romfea.gr, 2 июня 2019
  - Старая проблема новой церкви. «Липковство» как духовная, каноническая и экклезиологическая проблема украинских церквей // pravoslavie.ru, 13 июня 2019
- Неизвестные письма свт Иоанна (Максимовича) на Святую Гору Афон // pravoslavie.ru, 4 июля 2019
- Самозваный «епископ» Викентий Чекалин и его участие в первых хиротониях УАПЦ в марте 1990 г. // bogoslov.ru, 16 марта 2020

- «Якщо Путін захопить Київ, то рушить на Варшаву» — історик. Інтерв'ю виданню «Газета по-українськи»
- Russian invaders bomb the Ukraine Hotel in the centre of Chernihiv
- Η (και) εκκλησιαστική σύγκρουση των «εν Χριστώ αδελφών» // Грецька газета Kathimerini
- The art newspaper: Museum building heavily damaged in Ukraine's battle-ravaged city of Chernihiv // The Art News Paper
- «Завдяки Путіну МП в Україні більше не буде, бо не має на це ані морального, ані канонічного права», — Сергій Шумило // Релігійно-інформаційна служба України
- «Orthodox Shahidism» and Moscow Patriarch Kirill's neo-pagan theology of war // The Orthodox Times
- False «prophecies» as justification for the war: Sectarian hoaxes by Moscow Patriarch Kirill // The Orthodox Times
- Шумило С. В. «Православний шахідизм» та неоязичницька теологія війни московського патріарха Кіріла // Радіо Свобода
- Шумило С. В. Фальшиві «пророцтва» як виправдання війни: сектантські містифікації московського патріарха Кирила // Радіо Свобода, 7 листопада 2022
- Pour le patriarche Bartholomée, la guerre en Ukraine est «diabolique» // Bulletin de Cath-Info
- Le Shahidisme du «monde russe» et du «califat orthodoxe» // Parlons D'Orthodoxie (Франція)
- «Православният шахидизъм» и неоезическото богословие на войната на Московския патриарх Кирил. Болгарське інформаційне агентство «Фактор»
- «Не є християнами ті, хто не прагне діалогу, а лише обвинувачує», — д-р Сергій Шумило про міжправославні стосунки // Релігійно-інформаційна служба України, 10 лютого 2023
- «Ο Δρ Σέργιος Σουμίλο για τις διορθόδοξες σχέσεις σήμερα». Сайт Вселенського Константинопольського Патріархату «Φως Φαναρίου» («Світло Фанару»)
- «Die ukrainische Kirche wird autokephal sein und sich vereinigen». Німецький сайт «Religion & Gesellschaft in Ost und West» («Religion and Society in the East and West»)
- Ουκρανικό Πάσχα και ρωσικός σατανισμός. Сайт Вселенського Константинопольського Патріархату «Φως Φαναρίου» («Світло Фанару»)
- Український Великдень та російський сатанізм // Радіо Свобода, 14.04.2023
- Pâques 2023 en Ukraine. Сайт Parlons D'Orthodoxie (Франція)
- Zelenski contra la influencia religiosa de Moscú: la guerra por la fe ortodoxa en Ucrania. Іспанська газета El Debate (Іспанія)

- «Затерянный мир» Святой Горы. Интервью с Сергеем Шумило // pravlife.org, 26.06.2015
- На Афоне отыскали заброшенный скит, в котором селились украинские казаки, принявшие монашество. Интервью с С. В. Шумило // Факты и комментарии: Всеукраинская ежедневная газета. — № 182 (4400), 6 октября 2015. — С. 6.
- Афон: главные находки и открытия 2015 года. Интервью с С. В. Шумило // Православная жизнь, 16.01.2016
- «Чорний Вир» на Святій Горі. Інтерв'ю з дослідником Афону Сергієм Шумилом // Голос України: Всеукраїнська газета, офіційний друкований орган Верховної Ради України. — № 180 (6184), 29 вересня 2015 р. — С. 1, 10.
  - Казацкий скит «Черный Выр» на Святой Горе Афон // afon.org.ua, 3 декабря 2018
- СНУМ та антикомуністичний молодіжно-опозиційний рух на Чернігівщині в 1989—1991 рр. — з чого все починалося? // Сіверянський літопис: Всеукраїнський науковий журнал. 2018, січень-квітень. — № 1-2 (139—140). — C. 246—258.
- «Афон — это место, где сохраняется живая монашеская традция» // «Пастырь и паства». 2019. — № 1. — С. 48-56.
- «Время золотить не купола, а людские души» // lifegid.media, 12.04.2019